# Station Thorame-Haute
Station Thorame-Haute is een spoorwegstation in de Franse gemeente Thorame-Haute.